# 斯圖特高速公路

地圖上的綠線為斯圖特高速公路

斯圖特高速公路，是澳大利亞的一條國道，全長947（588英里），大約沿着馬蘭比吉河興建，跨越新南威爾士州、維多利亞州和南澳大利亞州三個州份，為悉尼與阿德莱德之間的重要客運及貨運道路。